# Chiesa del Santissimo Salvatore (Quiliano)
La chiesa del Santissimo Salvatore è luogo di culto cattolico situato nella frazione di Valleggia nel comune di Quiliano, in provincia di Savona. La chiesa è sede della parrocchia omonima facente parte del vicariato di Savona della diocesi di Savona-Noli.

## Storia e descrizione
Chiesa di antica origine, il cui edificio originario di impianto gotico si trova oggi inglobato nell'oratorio posto sul lato opposto della piazza antistante la facciata.
L'interno si presenta a navata unica riccamente decorata, con quattro cappelle laterali in cui si conservano statue lignee risalenti al Settecento e all'Ottocento.